# کارت معیشت خانوار
کارت معیشت خانوار یا به اختصار کارت معیشت عنوان طرحی اقتصادی در دست اقدام در ایران است. بر اساس این طرح، دهک های پائین جامعه از نظر سطح درآمد خانوار کارتی به نام کارت معیشت خانوار دریافت خواهند کرد که با آن کالاهای کالابرگی دریافت خواهند کرد . این کارت توسط ستاد بسیج اقتصادی کشور توزیع خواهد شد و قرار است ۱۷ میلیون نفر از جمعیت ایران را تحت پوشش قرار دهد .
برنج ، روغن و قند و شکر کالاهایی هستند که با کارت معیشت توزیع خواهند شد و ممکن است مرغ و گوشت قرمز نیز مشمول این کالاها شود .